# Кения на летних Олимпийских играх 1984
Кения принимала участие в Летних Олимпийских играх 1984 года в Лос-Анджелесе (США) после двенадцатилетнего перерыва, в шестой раз за свою историю, и завоевала одну золотую и две бронзовые медали.

## Золото
- Лёгкая атлетика, мужчины, 3000 метров, бег с препятствиями — Джулиус Корир.

## Бронза
- Лёгкая атлетика, мужчины, 10000 метров — Майк Мусяки.
- Бокс, мужчины — Ибрагим Билали.